# Monte de utilidad pública

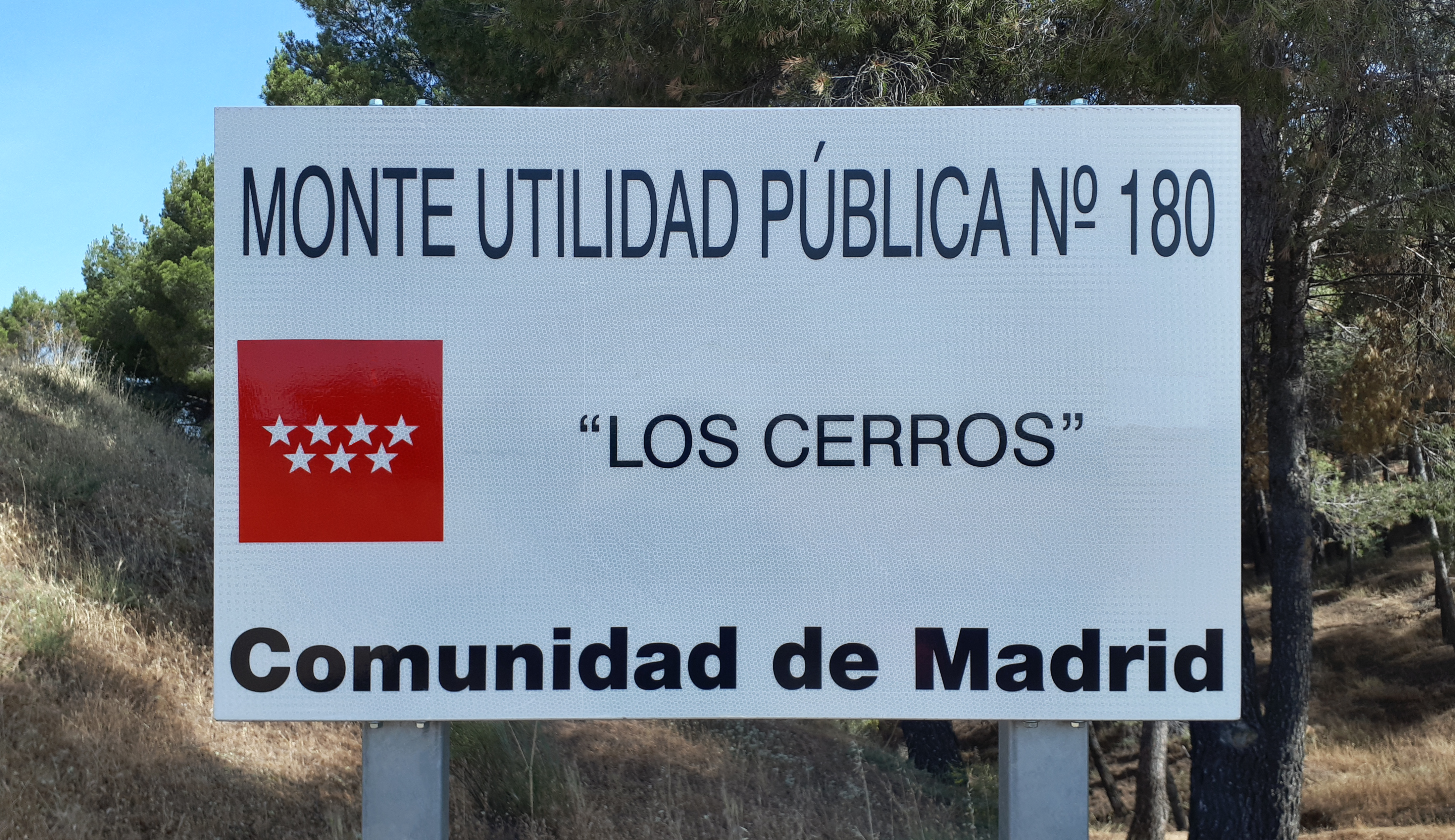
Cartel indicativo de Monte de Utilidad Pública

Monte de utilidad pública es aquel que está incluido en el Catálogo de montes de utilidad pública de cualquiera de las comunidades autónomas españolas. Es frecuente referirse a ellos mediante el acrónimo MUP. El dominio público forestal está conformado en gran medida por estos montes, además de por los montes comunales, en tanto su aprovechamiento corresponda al común de los vecinos, así como por los afectados a un uso o servicio público.

## Condiciones para que un monte sea declarado de Utilidad Pública
Según la legislación española, las comunidades autónomas podrán incluir en el Catálogo de montes de utilidad pública los montes públicos comprendidos en alguno de los siguientes supuestos:
- Los situados en cabeceras de cuencas hidrográficas y aquellos otros que contribuyan decisivamente a la regulación del régimen hidrológico, evitando o reduciendo aludes, riadas e inundaciones y defendiendo poblaciones, cultivos o infraestructuras.
- Que se encuentren en las áreas de actuación prioritaria para los trabajos de conservación de suelos frente a procesos de erosión y de corrección hidrológico-forestal y, en especial, las dunas continentales.
- Que eviten o reduzcan los desprendimientos de tierras o rocas y el aterramiento de embalses y aquellos que protejan cultivos e infraestructuras contra el viento.
- Que se encuentren en los perímetros de protección de las captaciones superficiales y subterráneas de agua.
- Que se encuentren formando parte de aquellos tramos fluviales de interés ambiental incluidos en los planes hidrológicos de cuencas.
- Aquellos otros que se determinen por la legislación autonómica.
- Que estén situados en áreas forestales declaradas de protección dentro de un Plan de Ordenación de Recursos Naturales o de un Plan de Ordenación de Recursos Forestales de conformidad con lo dispuesto en el artículo 31 de esta ley.
- Los que, sin reunir plenamente en su estado actual las características de los montes protectores o con otras figuras de especial protección, sean destinados a la restauración, repoblación o mejora forestal con los fines de protección de aquellos.
- Aquellos otros que establezca la comunidad autónoma en su legislación.

## Declaración de otras figuras de especial protección de montes
La declaración de otras figuras de especial protección de montes se hará por la administración forestal de la comunidad autónoma correspondiente, previo expediente en el que, en todo caso, deberán ser oídos los propietarios y la entidad local donde radiquen. Igual procedimiento se seguirá para la desclasificación una vez que las circunstancias que determinaron su inclusión hubieran desaparecido.Las comunidades autónomas podrán establecer otras figuras de especial protección de los montes de titularidad pública o privada que presenten, entre otras, algunas de las siguientes características:
- Que contribuyan a la conservación de la diversidad biológica, a través del mantenimiento de los sistemas ecológicos, la protección de la flora y la fauna o la preservación de la diversidad genética.
- Que constituyan o formen parte de espacios naturales protegidos, áreas de la Red Natura 2000, reservas de la biosfera u otras figuras legales de protección, o se encuentren en sus zonas de influencia, así como los que constituyan elementos relevantes del paisaje.
- Que estén incluidos dentro de las zonas de alto riesgo de incendio conforme a lo establecido en el artículo 48.
- Por la especial significación de sus valores forestales.
- Aquellos otros que se determinen por la legislación autonómica.